# جیمز هریسون ویلسون
جیمز هریسون ویلسون (انگلیسی: James H. Wilson; ۲ سپتامبر ۱۸۳۷ – ۲۳ فوریهٔ ۱۹۲۵) فرد نظامی اهل ایالات متحده آمریکا بود.